# Бьюэлл, Джордж Пирсон
Джордж Пирсон Бьюэлл (англ. George Pearson Buell) (4 октября 1833 — 31 мая 1883) — американский гражданский инженер и военный, который стал генералом федеральной армии в годы Гражданской войны, прошёл несколько сражений войны на Западе и остался в армии после окончания войны.

## Ранние годы
Бьюэлл родился в 1833 году в Индиане, в городе Лоренсберг. Он был двоюродным братом Дона Карлоса Бьюэлла, будущего генерала армии. В 1856 году он поступил в Норвичский Университет, а затем стал гражданским инженером в Канзасе, в форте Ливенворт. Впоследствии он занимался золотодобычей и работал гражданским инженером в Колорадо.